# Таранець Олександр Михайлович

Надгробок Олександра Таранця на Байковому кладовищі в Києві

Олекса́ндр Миха́йлович Таране́ць (26 березня 1924 в селі Зелене, Петрівський район, нині Кіровоградська область, УРСР — 27 лютого 1998, Відень, Австрія) — український концертно-камерний співак (ліричний баритон). Народний артист України (1984).

## Життєпис
Народився 1926 року. Приписав собі два роки, щоб підти на фронт. Учасник Німецько-радянської війни.
Після демобілізації (в 1947) закінчив Дніпропетровське музичне училище.
Вищу вокальну освіту здобув у Київській консерваторії (1951—1955, клас Івана Паторжинського), куди був прийнятий одразу на другий курс .
З 1953 — соліст Української державної естради (з 1959 — Укрконцерт).
У репертуарі співака були твори українських та російських композиторів — М. Лисенка, М. Глінки, К. Вільбоа, Я. Степового, В. Косенка, Білаша, А. Філіпенка, П. Майбороди (перший виконавець «Пісні про рушник»), І. Шамо, а також українські народні пісні.
Лауреат Республіканського конкурсу вокалістів у Києві (1959, ІІ премія). Гастролював з концертами за кордоном. Наспівав на грамплатівки чимало українських народних пісень та пісень українських композиторів.
Перший виконавець пісень «Ми підем, де трави похилі», «Марічка», «Пісня про рушник», «Ясени», «Чорнобривій», «Моя стежина», «Прилетіла ластівка» та інших. Брав участь в озвученні 48 кінофільмів, серед яких «Літа молодії» (1958), «Киянка» (1958), «Роман і Франческа» (1960).
Понад 120 днів співав для учасників ліквідації аварії на Чорнобильській АЕС (1986—1987). Трохи пізніше це відбилося на здоров’ї. У чоловіка виявили пухлину в легені, після чого видалили легеню.
Гастролював із концертами за кордоном. Наспівав на грамплатівки чимало українських пісень, народних та сучасних. Однак його сольний альбом вийшов лише за часів незалежності на компакт-диску.
Популярним на естраді був дует Олександра Таранця і Петра Ретвицького, які познайомилися ще студентами. Дует виступав 27 років і подарував слухачам пісні «Пливе човен», «Місяць на небі», «Коли розлучаються двоє», «Сніг на зеленому листі», «Як затьохкав соловейко» та інші.
Раптово помер 27 лютого 1998 року у Відні, де був у справах. Похований у Києві на Байковому кладовищі.

## Пам'ять
- 2002 — Документальний фільм, присвячений життю і творчості співака: «І на тім рушничкові…» (Укртелефільм, автор і режисер Неля Даниленко, оператор Олександр Скудар)
- Вечір пам'яті до 75-річчя від дня народження Олександра Таранця в Палаці «Український дім» м. Києва 29 березня 2001 року, за участю майстрів літератури та мистецтв. Автор і режисер-постановник Микола Рудаков.